# Один дома (фильм, 2021)
«Один дома» (англ. Home Sweet Home Alone) — американский комедийный семейный фильм, срежиссированный Дэном Мейзером по сценарию Майки Дэя и Стритера Сиделла, основанному на сюжете одноимённой ленты 1990 года авторства Джона Хьюза. Будучи шестым во франшизе «Один дома», сюжетно является перезапуском, использующим упоминания и камео некоторых персонажей из оригинальной ленты. В отличие от трёх кинофильмов 1990-х годов и двух телефильмов, вышедших в 2000—2010-х годах, современная версия «Один дома» была создана в качестве эксклюзива для стриминговой платформы Disney+, на которой стала доступна для показа 12 ноября 2021 года, получив в основном отрицательные отзывы критиков и зрителей.

## Сюжет
У Джеффа и Пэм Маккензи под Рождество наступает тяжёлый период: Джефф потерял работу, а зарплата Пэм не позволит содержать их дом, поэтому супруги решают выставить его на продажу, но пока не ставить об этом в известность их детей, Эбби и Криса. Что ещё хуже, несносный и более успешный брат Джеффа Хантер и его жена Мэй и сын Олли решили приехать к ним на праздники. В день открытых дверей в их дом ненадолго забегают живущие неподалёку 10-летний Макс и его мать Кэрол Мерсеры — Макс страдает зависимостью от газированных напитков и перед этим выпил их слишком много в ресторане, где они были, поэтому Кэрол решает прикинуться покупателем дома Маккензи, чтобы Макс мог воспользоваться тамошней уборной.
Через какое-то время Макс сталкивается с Джеффом, который как раз достаёт из шкафа коробку со старыми фарфоровыми куклами, которые принадлежали его матери. Макс обращает внимание на одну из кукол, у которой перевёрнута голова. Приходит Кэрол и говорит, что эта кукла — антиквариат, который может стоить больших денег. Джефф, не веря в это, в шутку говорит, что «за своих собственных детей он получил гораздо меньше денег». Затем у них с Максом заходит разговор, из которого выясняется, что к Мерсерам на Рождество прикатила большая толпа родственников (из-за чего Макс чувствует себя очень некомфортно) и завтра они все собираются вместе лететь на каникулы в Токио. Макс желает провести каникулы один, но Кэрол говорит ему, что в таком случае он останется на попечении бабушки и без газировки. Джефф, который всё это слышит, неудачно шутит, когда на глазах у Макса демонстративно открывает банку газировки и пьёт из неё. Когда он и Кэрол уходят, то Макс мстительно смотрит им вслед.
Тем же вечером у себя дома Макс, устав от царящей там суеты из-за сборов, прячется в машине в гараже и засыпает там. В то же время Кэрол обнаруживает, что из-за ошибки в бронировании она вынуждена будет вылететь уже ночью отдельно от остальной семьи. Одновременно Джефф узнаёт, что их домом так никто и не заинтересовался, и, заглянув в поисковик, узнаёт, что та самая кукла с перевёрнутой головой действительно стоит гигантских денег. Однако он обнаруживает, что кукла пропала и думает, что куклу прихватил Макс. Утром он приходит к дому Мерсеров, где царит переполох, так как семья готовится ехать в аэропорт. Макс продолжает спать в гараже и не слышит этого. И хотя некоторые родственники замечают его отсутствие, они ошибочно думают, что он уехал вместе с Кэрол, о чём и говорят Джеффу. В неразберихе Джеффу удаётся подсмотреть код сигнализации дома, а заодно местоположение ключа от входной двери. Заглянув через окно, он видит куртку Макса с оттопыренным карманом и решает, что он на правильном пути.
Он предлагает Пэм план: вечером проникнуть в дом Мерсеров и забрать куклу, но Пэм отказывается. Макс, проснувшись и обнаружив, что он остался один дома, первое время кайфует, наслаждаясь одиночеством, но уже к вечеру начинает скучать и очень скоро начинает раскаиваться в своём желании. Пэм, вспомнив, как счастливо они проводили в их доме предыдущие Рождество, всё же соглашается с планом мужа. Когда Маккензи пробираются в дом, то Макс узнаёт их и, подслушав их, ошибочно решает, что они пришли за ним (потому что он вспомнил шутку Джеффа про «его детей»). Ему удаётся спугнуть их, запустив сигнализацию, которая автоматически вызывает полицию. Когда приезжает патрульный полицейский Базз Маккалистер, то Пэм удаётся запудрить ему мозги, выставив себя и Джеффа владельцами дома Мерсеров. Одновременно Макс приходит к выводу, что если полиции станет известно, что его семья забыла его дома, то родителей арестуют за несоблюдение родительских обязанностей, поэтому решает в полицию больше не звонить.
В Токио Мерсеры узнают об отсутствии Макса. Связаться с ним невозможно, потому что у Макса нет мобильного телефона, как и в их доме нет стационарного, а поскольку Мерсеры поселились в этом районе только несколько месяцев назад, то они не знают никого из соседей. Они звонят в полицию, но проверку сигнала поручают Баззу, который отказывается это делать: он считает, что это розыгрыш его младшего брата Кевина, которого их родители когда-то тоже забыли дома одного, и с тех пор тот каждый год заставляет его проверять ложные вызовы о детях, которые были оставлены дома одни. Кэрол решает лететь домой. На следующий день Маккензи приходят в церковь, где сталкиваются с их риэлтором Гэвином Вашингтоном, который сообщает, что на их дом нашёлся покупатель и если они хотят продать его, то времени у них до конца года.
Сюда же в церковь приходит Макс, который случайно знакомится с Крисом Маккензи, когда тот собирается пожертвовать на благотворительность нуждающимся детям свой нёрф-пулемёт. Неправильно истолковав слова Макса о том, что он остался без родителей, Крис дарит ему свой пулемёт, попутно признавшись, что, вопреки попыткам Джеффа и Пэм, он догадывается о том, что у его семьи какие-то проблемы. Джефф и Пэм случайно видят, как Макс разговаривает с пожилой леди, отвечающей за благотворительность, и ошибочно решают, что она — та самая бабушка, с которой Кэрол собиралась его оставить (они также ошибочно думают, что это она запустила сигнализацию в тот вечер). Они решают воспользоваться его отсутствием и срочно несутся к нему домой, но решают зайти с заднего входа, из-за чего путают дворы и случайно попадают в другой дом. Когда они наконец находят дом Мерсеров, то Макс уже вернулся домой. Стоя на балконе, он слышит, как Маккензи решают наведаться в полночь, и что Джефф оденется Санта-Клаусом, чтобы одурачить мальчика.
Покуда Маккензи дожидаются, пока заснут их родственники, Макс расставляет по дому ловушки. В полночь Маккензи приезжают и пытаются проникнуть в дом. В итоге после череды происшествий, в процессе которых супруги получают физический урон (и при этом наносят ещё больший урон самому дому), Пэм удаётся добраться до куртки Макса, и она обнаруживает, что он украл у них не куклу, а банку газировки. Затем Макс признаётся, что не крал у них куклу и думал, что Маккензи хотят его похитить. Узнав, что Макс в действительности живёт теперь один, и что произошло сильное недоразумение, за которое им троим придётся отвечать, Маккензи приглашают Макса к ним домой, откуда им позже удаётся дозвониться до Кэрол, когда приземлился её самолёт. Маккензи приходится признаться детям в том, что они переедут, но тут выясняется, что куклу умыкнул Олли. Затем приезжает Кэрол и благодарит Маккензи за то, что они заботились о Максе. Маккензи пытаются предупредить её о том, что их дом разгромлен, но Макс, после рассуждений Пэм о том, что «твой дом находится там, где твоя семья», решает взять всю ответственность на себя, из-за чего Кэрол страшно шокирована, когда переступает порог их дома.
Спустя год Маккензи и Мерсеры отмечают вместе Рождество. Из их разговора выясняется, что у Джеффа теперь новая работа, а денег от продажи куклы хватило не только на то, чтобы спасти дом Маккензи от продажи, но ещё и на ремонт дома Мерсеров.

## Актёрский состав
- Арчи Йейтс[англ.] — Макс Мерсер, мальчик, который остался один дома
- Элли Кемпер — Пэм Маккензи, грабительница, жена Джеффа
- Роб Дилейни — Джефф Маккензи, грабитель и муж Пэм
- Энди Дэйли — Майк Мерсер, муж Кэрол и отец Макса
- Эшлин Би — Кэрол Мерсер, мать Макса
- Кинан Томпсон — Гэвин Вашингтон, агент по недвижимости
- Тимоти Саймонс[англ.] — Хантер Маккензи, брат Джеффа и муж Мэй
- Элли Маки[англ.] — Мэй Маккензи, жена Хантера
- Пит Холмс[англ.] — Блейк Мерсер, дядя Макса
- Крис Парнелл — Стю Мерсер, второй дядя Макса
- Кэти Пэм Холл — Эбби Маккензи, дочь Джеффа и Пэм
- Макс Айвутин — Крис Маккензи, сын Джеффа и Пэм
- Мэдди Холлидей — Кэти Мерсер, сестра Макса
- Эйден и Аллан Вонг — Олли Маккензи, сын Хантера и Мэй
- Майки Дэй[англ.] — священник
- Джим Раш — глава колокольного хора
- Девин Рэтрей (камео) — Базз Маккаллистер, офицер полиции
- Джон Новак (камео) — Джонни. В оригинальной дилогии эту роль исполнил Ральф Фуди
- Эдди Джи (камео) — Снейкс. В оригинальной дилогии эту роль исполнил Майкл Гуидо

## Производство

### Разработка
6 августа 2019 года CEO компании Disney Боб Айгер объявил о разработке нового фильма франшизы, который призван перезагрузить оригинальную ленту и выйти на стриминговой платформе Disney+. На должность режиссёра был нанят Дэн Мейзер, сценарий написали Майки Дэй и Стритер Сиделл, а в качестве продюсеров выступили Хатч Паркер и Дэн Уилсон.

### Подбор актёров
В декабре 2019 года на главные роли в фильме были утверждены Арчи Йейтс, Роб Дилейни и Элли Кемпер.
В июле 2020 года стало известно, что в фильме также снимутся Элли Маки, Кинан Томпсон, Крис Парнелл, Эшлин Би, Пит Холмс, Тимоти Саймонс и Майки Дэй. В трейлере фильма, вышедшем в октябре 2021 года, также появляется актёр Девин Рэтрей, сыгравший Базза Маккалистера в двух оригинальных фильмах серии.

### Съёмки
Съёмки фильма начались в феврале 2020 года в Канаде. Однако уже в следующем месяце их пришлось прервать из-за ограничений, введённых в связи с пандемией COVID-19. К ноябрю 2020 года съёмки фильма возобновились.

## Маркетинг
Первый трейлер был выпущен 12 октября 2021 года. Он был встречен негативными отзывами зрителей.

## Выход в прокат
Фильм вышел эксклюзивно на платформе Disney+ 12 ноября 2021 года.

## Оценки
Фильм получил в целом отрицательные отзывы критиков и зрителей. На сайте Rotten Tomatoes рейтинг критиков составляет 16 % со средним баллом 3,7 из 10 на основании 68 рецензий. «Консенсус критиков» гласит: «Никто не дома». На сайте Metacritic фильм имеет от критиков рейтинг в 35 баллов из 100 возможных на основании 16 рецензий.
Блогер BadComedian в своём обзоре назвал современный «Один дома» откровенным плагиатом, неудачно копирующим элементы не только классического фильма 1990 года, но и более поздних картин серии. Юмор в ленте, по его мнению, представляет собой лишь нелепые кривляния, а главный герой в исполнении Арчи Йейтса совсем не обаятелен.
Крис Коламбус, режиссёр первых двух фильмов, также критически отнёсся к решению снять фильм-перезапуск. На тему перезапусков и ремейков в киноиндустрии он сказал: «В той версии Голливуда, в которой мы живем, все всё переделывают и всё перезагружают. В смысле, выходит перезагрузка „Один дома“… В чём смысл? Фильм существует, давайте просто жить с тем фильмом, который существовал. Нет смысла переделывать „Волшебника страны Оз“, нет смысла переделывать классические фильмы. Сделайте что-нибудь оригинальное, потому что нам нужно больше оригинального материала».